# الحشرة الذهبية
«الحشرة الذهبية» (بالإنجليزية: The Gold-Bug)‏ هي قصة قصيرة كتبها إدغار آلان بو. تقع أحداثها على جزيرة سوليفان في ساوث كارولينا، وتروي حكاية وليام ليجراند، والذي تعرض لعضة من حشرة ذهبية اللون. يخشى خادمه جوبيتر أن يصاب سيده بالجنون ويذهب إلى صديق ليجراند، وهو الراوي الذي لم يكشف عن اسمه، ويوافق على زيارة صديقه القديم. يأخذ ليجراند الاثنين في مغامرة بعد فك رموز رسالة سرية تؤدي إلى كنز مدفون.
غالبا ما تقارن القصة مع «حكايات بو الاستنتاجية» بكونها شكلا مبكرا من الأدب البوليسي. كان بو على علم اهتمام الجمهور بموضوع الكتابة السرية في عام 1840، وطلب من القراء أن يتحدوا مهاراته كمفكك رموز. واستغل بو شعبية التشفير أثناء كتابته لهذه القصة، وهو ما ساهم بنجاح القصة. وقد انتقد توصيف جوبيتر خادم ليجراند من منظور عصري ووصف بأنه عنصري، وبالأخص لأن حواره كتب في لهجة هزلية.
قدم بو القصة لمسابقة كتابة برعاية صحيفة فيلادلفيا دولار. فازت قصته بالجائزة الكبرى ونشرت في ثلاث أجزاء، ابتداء في يونيو 1843. وتضمنت الجائزة أيضا 100 دولار، والذي ربما كان أكبر مبلغ حصل عليه بو عن أي من أعماله. حققت القصة نجاحا فوريا وكان الأكثر شعبية والأكثر قراءة بين أعمال بو خلال حياته. كما ساعدت في تعميم الشفرات والكتابة السرية.

## ملخص الحبكة
انتقل وليام ليغراند من نيو أورلينز إلى جزيرة سوليفان في ساوث كارولينا بعد أن خسر ثروة عائلته، وأخذ معه خادمه الأمريكي من أصل أفريقي جوبيتر. يزور راوي القصة، وهو صديق ليغراند، بزيارته في إحدى الأمسيات ليرى حشرة غير عادية تشبه الجعل وجدها ليغراند. يقتنع جوبيتر بأن الحشرة مصنوعة من الذهب الخالص بسبب وزنها ومظهرها البراق. أعارها ليغراند إلى ضابط متمركز في حصن قريب، لكنه رسم للراوي رسمًا تخطيطيًا لها، واضعًا إشارات على ذبل الحشرة تشبه الجمجمة. في أثناء مناقشتهم لأمر الحشرة، ينصب تركيز ليغراند على المخطط ويغلقه بعناية ويضعه في مكتبه لحفظه بأمان. غادر الراوي محتارًا تلك الليلة.
بعد مضي شهر واحد، زار جوبيتر الراوي نيابةً عن سيده وطلب منه المجيء فورًا، بسبب خوفه من أن ليغراند قد جن لأن الحشرة عضته. بمجرد وصولهم إلى الجزيرة، يصر ليغراند على أن الحشرة ستكون المفتاح لاستعادة ثروته المفقودة. قادهم في رحلة استكشافية إلى شجرة محددة وجعل جوبيتر يتسلقها حتى يجد جمجمة متسمرة على نهاية أحد الأغصان. رمى جوبتير الحشرة في اتجاه ليغراند، من خلال تجويف إحدى العينين، وخطى ليغراند إلى بقعة وبدأت المجموعة الحفر فيها. وعندما لم يجد ليغراند شيئًا هناك، جعل جوبيتر يتسلق الشجرة مرة أخرى ويرمي الحشرة من خلال عين الجمجمة الأخرى؛ واختاروا مكانًا مختلفًا للحفر، وهذه المرة وجدوا هيكلين عظميين وصندوقًا مملوء بعملات ذهبية ومجوهرات. قدّروا قيمتها الإجمالية بـ1.5 مليون دولار، ولكن ثبت أن هذا الرقم كان أقل من القيمة الفعلية عندما باعوها في النهاية.
شرح ليغراند أنه في اليوم الذي وجد فيه الحشرة على ساحل الجزيرة الرئيسية، التقط جوبيتر بقايا قطعة من برشمان (هو مادة مصنوعة من جلد البقر أو الحيوانات الأخرى، ويتم تصنيعها خصيصًا للكتابة عليها) ليلفها بها. احتفظ ليغراند بهذه القطعة واستخدمها لرسم الحشرة للراوي؛ أثناء قيامه بذلك، لاحظ آثار حبر سري، ظهرت على أثر حرارة النار المشتعلة في الموقد. ثبت أن البرشمان يحتوي على رموز سرية، فك ليغراند تشفيرها وكانت مجموعة من التوجيهات للعثور على كنز مدفون من قبل القرصان سيئ السمعة كابتن كيد. وتضمنت الخطوة الأخيرة إسقاط حشرة أو وزن من خلال العين اليسرى للجمجمة على الشجرة؛ فشل حفرهم في المرة الأولى لأن جوبيتر أسقطها من خلال العين اليمنى عن طريق الخطأ. يروي ليغراند أن الهياكل العظمية قد تكون بقايا لعضوين من طاقم كيد، دفنوا الصندوق ثم قتلوا بهدف إسكاتهم.

## روابط خارجية
- الحشرة الذهبية على موقع الموسوعة البريطانية (الإنجليزية)